# Indian med kanot

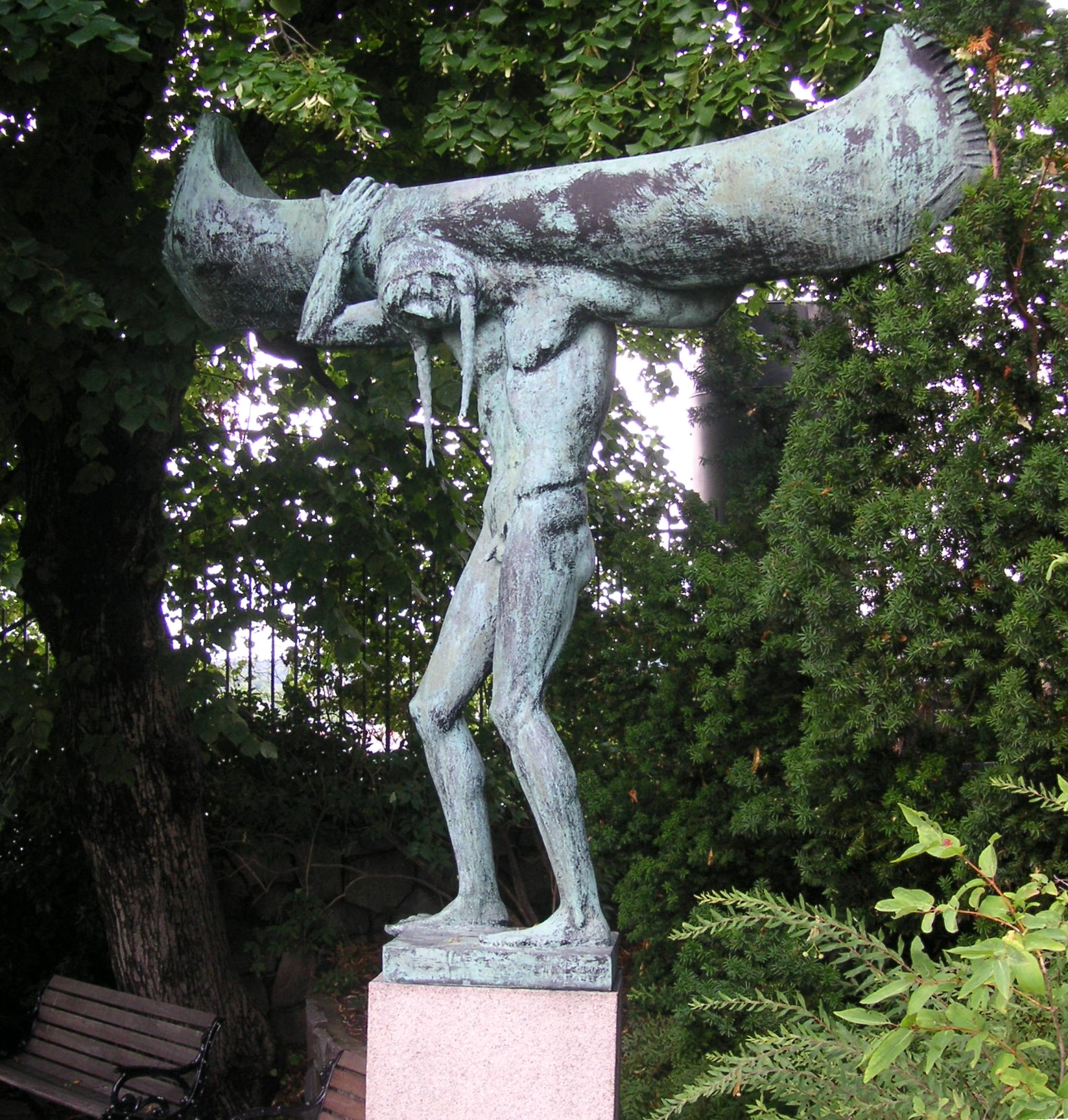
Indian med kanot

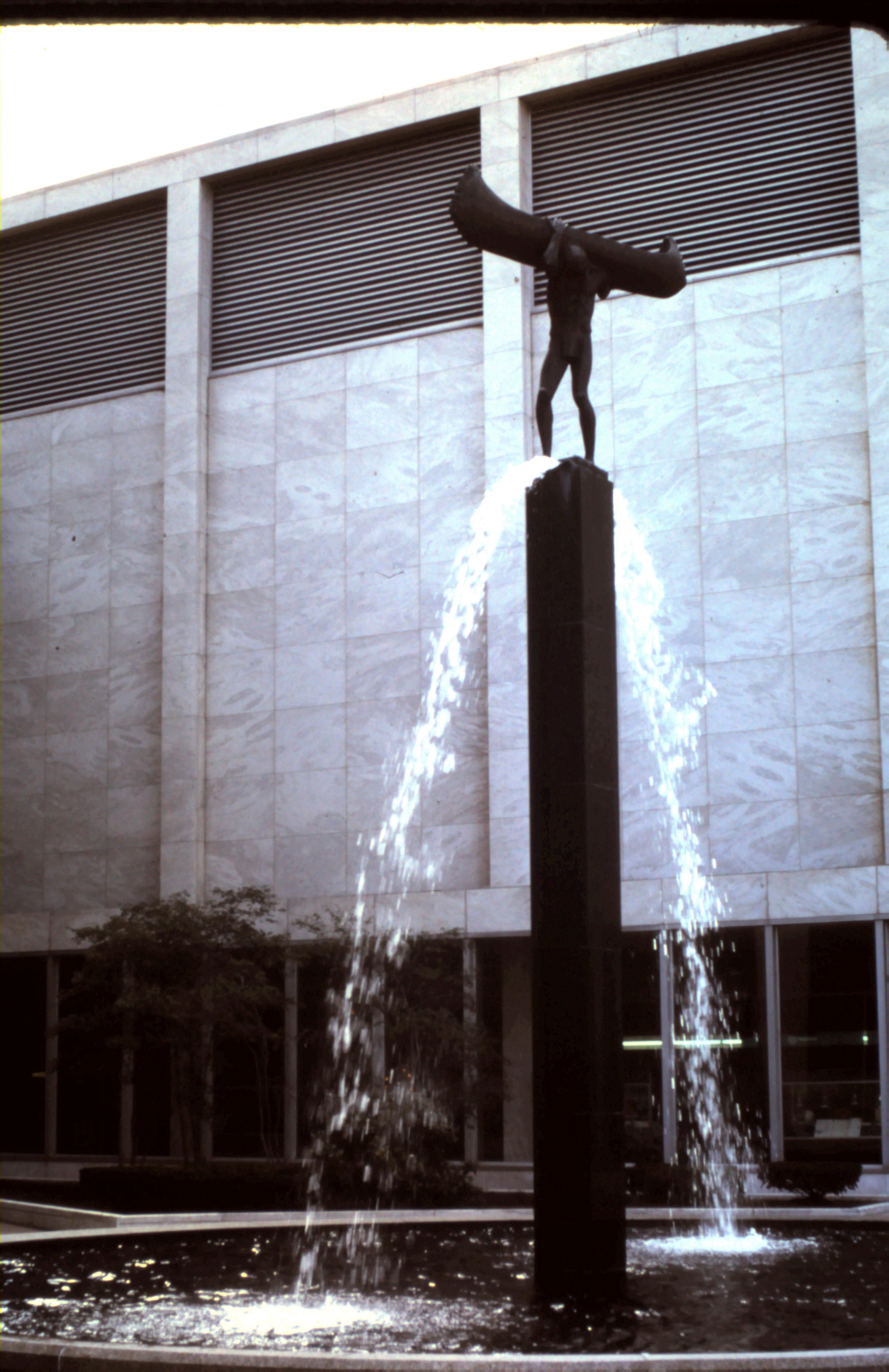
Indian med kanot 1974 i Detroit

Indian med kanot eller Spirit of Transportation är en skulptur i brons av Carl Milles som han skapade 1954 för Civic Center i Detroit, USA.
År 1954 fick Carl Milles uppdraget att gestalta ett minnesmärke över Alvan Macauley, en förgrundsgestalt inom fraktindustrin i Detroit. Milles valde att symbolisera transport och kommunikation genom en kanotbärande indian på en hög pelare. Först 1960, fem år efter Milles död, kom indianen på plats. Indianens nakenhet väckte dock anstöt hos stadens styrelseman Eugene Van Antwerp och Milles assistent Berthold Schiwetz fick tillverka ett höftskynke som täckte indianens genitalier. Höftskynket försvann inte heller vid en renovering av skulpturen år 1985.

## Andra versioner
- Millesgården utanför Stockholm[2]
- 1972 invigdes en version av verket i Malmö som dock ej finns kvar, vid Malmö Roddklubb.[3]